# Senyoria de Sidó
La senyoria de Sidó va ser una jurisdicció feudal creada durant les conquestes cristianes a l'Orient Pròxim, després de la Primera Croada. Va existir del 1110 al 1289 i va ser un dels principals feus del regne de Jerusalem.
La ciutat costanera de Sidó, situada entre Tir i Beirut, fou conquerida el desembre de 1110 per Balduí I, rei de Jerusalem, que la donà com a feu a Eustaqui de Grenier Va esdevenir des de llavors una de les grans baronies feudals de Palestina del Regne de Jerusalem.

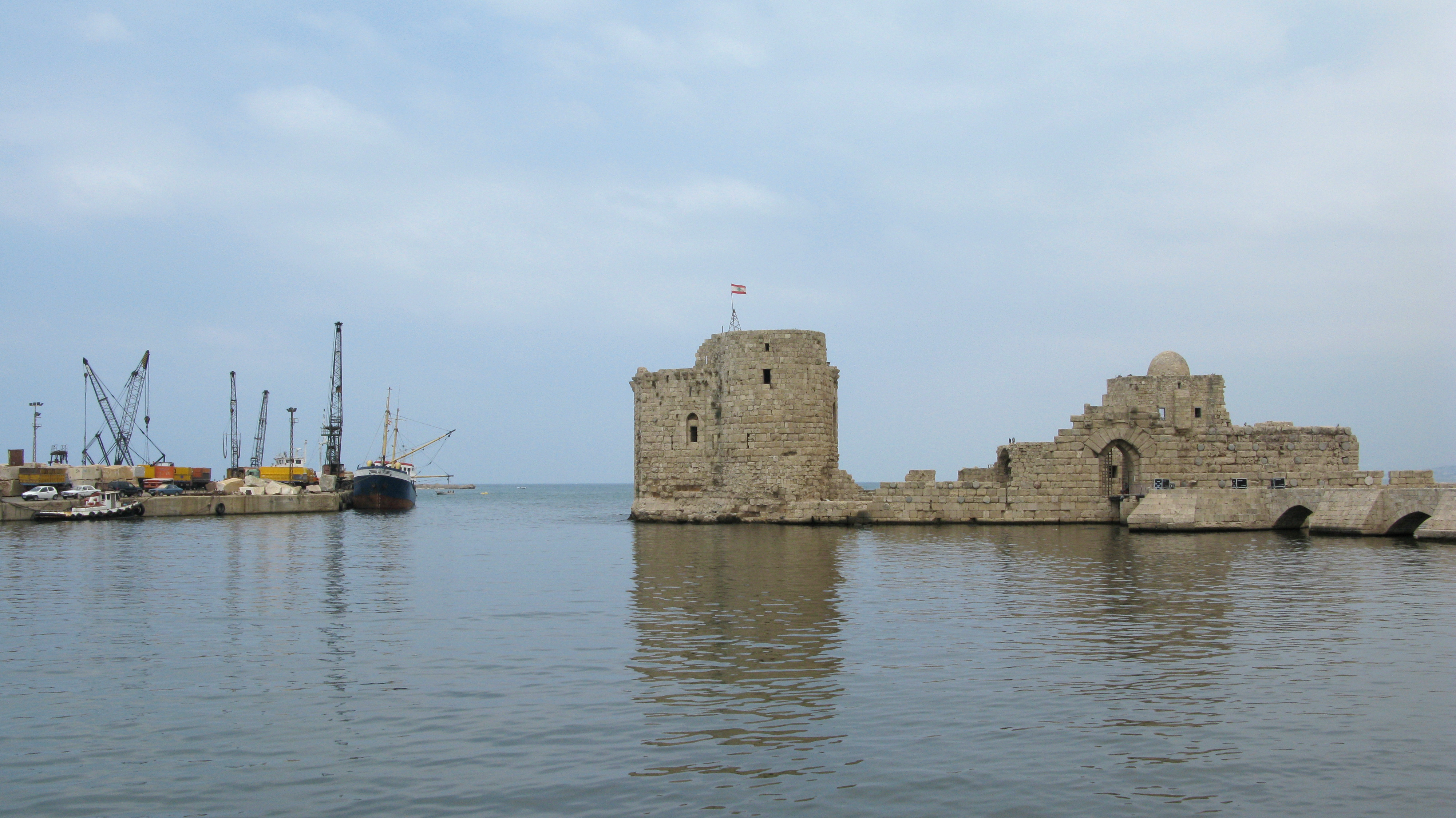
Vista del castell de Sidó, construït pels croats el 1227.

Va ser conquerida per Saladí el 1187 i retornada en part el 1192 als descendents d'Eustaqui de Grenier.
El 1260, la ciutat va ser destruïda pels mongols i Julià Grenier la va vendre el mateix any a l'orde del Temple.
L'any 1289 fou conquerida definitivament pels sarraïns.

## Llista de senyors de Sidó
- 1110-1123: Eustaqui I Grenier (1071-1123), senyor de Sidó i Cesarea
  - casat amb Emma (posteriorment casada amb Hugues II del Puiset)

- 1123-1131: Eustaqui II Grenier (†-1131), fill d'Eustaqui I Grenier
  - casat amb Papia

- 1131-1171: Gerard Grenier (1101-1171), fill d'Eustaqui I Grenier
  - casat amb Agnès de Bures, germana de Guillem II, príncep de Galilea

- 1171-1187: Reginald Granier, fill de l'anterior
  - casat amb Agnès de Courtenay, després amb Helvis d'Ibelin

- 1187-1197: conquerida per Saladí
- 1197-1202: Reginald Granier, de nou
- 1202-1239: Balian Granier, fill de l'anterior i d'Helvis d'Ibelin
  - casat amb Margarida de Brienne

- 1239-1260: Julià Granier, fill de l'anterior
  - casat amb Eufèmia, filla d'Hetum I, rei d'Armènia[6]
- 1260-1289: Orde del Temple

De 1202 a 1205 Guiu de Montfort, casat amb Helvis d'Ibelin, va exercir com a regent de Sidó en nom del seu fillastre Bailan,